# Mirko Opazo
Mirko Andrés Opazo Torrejón (* 9. Februar 1991 in Santiago de Chile) ist ein ehemaliger chilenischer Fußballspieler auf der Position des Außenverteidigers.

## Karriere

### Verein
Mirko Opazo debütierte im Profifußball für den CSD Colo-Colo in der Copa Chile 2008 noch als Jugendspieler. 2011 unterschrieb der Außenverteidiger seinen ersten Profivertrag, wurde jedoch erst an Everton, dann an den CD Palestino verliehen. 2013 spielte er hauptsächlich in der Reservemannschaft der Albos und wurde 2014 erneut verliehen. Nach Ablauf seines Vertrages wechselte Opazo zu Trasandino aus der Segunda División. Nach den weiteren Stationen Deportes Melipilla aus der Segunda División und Deportes La Serena aus der Primera B beendete Opazo seine Karriere 2021 bei Rodelindo Román in der Segunda División.

### Nationalmannschaft
Mirko Opazo nahm mit der U-20-Nationalmannschaft an der Südamerikameisterschaft 2011 teil, bei der Chile den fünften Platz belegte. Zudem war Opazo im Mai 2011 Teil des Trainingskaders der Nationalmannschaft unter Trainer Claudio Borghi.